# Demario Douglas
Demario Douglas (Jacksonville, Florida; 8 de diciembre de 2000) es un jugador profesional estadounidense de fútbol americano, se desempeña en la posición de wide receiver en New England Patriots, en la National Football League (NFL).

## Carrera
Fue seleccionado en la Reunión Anual de Selección de Jugadores de la NFL de 2023. Hizo su debut profesional con el equipo New England Patriots, lleva jugando una temporada.